# Cadena de desintegració

Les quatre cadenes radioactives naturals principals

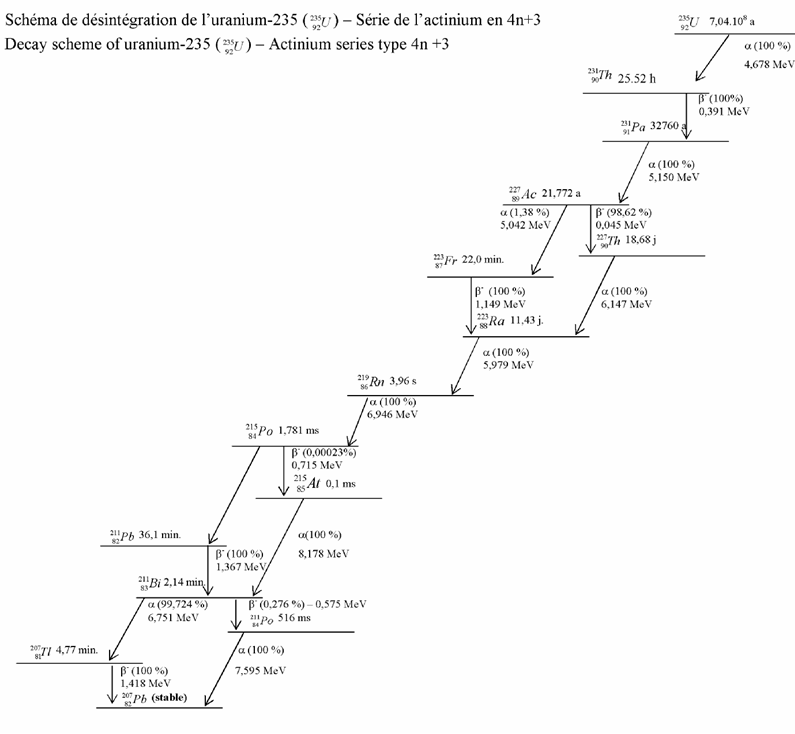
Cadena radioactiva de l'urani 235.

La cadena de desintegració, sèrie radioactiva o mode de decaïment és el camí que segueix un radioisòtop inestable fins que acaba convertint-se en un isòtop estable. En cada pas de la cadena, un radioisòtop es converteix espontàniament en un altre, seguint algun dels processos de desintegració radioactiva.

## Cadenes radioactives naturals
Existeixen quatre cadenes principals observades a la natura de la Terra. Les quatre acaben convertint-se en isòtops estables del plom, que és molt estable.
- La sèrie de l'urani
- La sèrie del tori
- La sèrie de l'actini
- La sèrie del radó

També existeixen altres cadenes, com per exemple la del sofre 38.

### Cadena de desintegració de l'urani
Es tracta d'una de les reaccions en cadena més emprades actualment en la desintegració dels àtoms radiactius. Un clar exemple d'això és l'urani 238. Es desintegra emetent una partícula alfa, i es transforma en tori 234. Aquest també es desintegra emetent una partícula beta i radiació gamma, formant el protoactini 234. La cadena continua fins a arribar al plom 206 que és estable i no es desintegra. Es tracta d'una reacció en cadena perquè es va desintegrant poc a poc fins que es converteix en un isòtop estable.
| Cadena de desintegració de l'Urani-238 | Cadena de desintegració de l'Urani-238 | Cadena de desintegració de l'Urani-238 |
| Isòtop                                 | Període de semidesintegració           | Radiació emesa*                        |
| -------------------------------------- | -------------------------------------- | -------------------------------------- |
| U-238                                  | 4,468 · 109 anys                       | alfa                                   |
| Th-234                                 | 24,1 dies                              | beta                                   |
| Pa-234m                                | 1,17 minuts                            | beta                                   |
| U-234                                  | 244 500 anys                           | alfa                                   |
| Th-230                                 | 77 000 anys                            | alfa                                   |
| Ra-226                                 | 1 600 anys                             | alfa                                   |
| Rn-222                                 | 3,8235 dies                            | alfa                                   |
| Po-218                                 | 3,05 minuts                            | alfa                                   |
| Pb-214                                 | 26,8 minuts                            | beta                                   |
| Bi-214                                 | 19,9 minuts                            | beta                                   |
| Po-214                                 | 63,7 microsegons                       | alfa                                   |
| Pb-210                                 | 22,26 anys                             | beta                                   |
| Bi-210                                 | 5,013 dies                             | beta                                   |
| Po-210                                 | 138,378 dies                           | alfa                                   |
| Pb-206                                 | estable                                | -                                      |

- Només es mostren les principals emissions, a més totes les desintegracions emeten radiació gamma

| Cadena de desintegració de l'Urani-235 | Cadena de desintegració de l'Urani-235 | Cadena de desintegració de l'Urani-235 |
| Isòtop                                 | PerÍode de semidesintegració           | Radiació emesa*                        |
| -------------------------------------- | -------------------------------------- | -------------------------------------- |
| U-235                                  | 703,8 · 106 anys                       | alfa                                   |
| Th-231                                 | 25,52 hores                            | beta                                   |
| Pa-231                                 | 32 760 anys                            | alfa                                   |
| Ac-227                                 | 21,773 anys                            | beta                                   |
| Th-227                                 | 18,718 dies                            | alfa                                   |
| Ra-223                                 | 11,434 dies                            | alfa                                   |
| Rn-219                                 | 3,96 segons                            | alfa                                   |
| Po-215                                 | 778 microsegons                        | alfa                                   |
| Pb-211                                 | 36,1 minuts                            | beta                                   |
| Bi-211                                 | 2,13 minuts                            | alfa                                   |
| Tl-207                                 | 4,77 minuts                            | beta                                   |
| Pb-207                                 | estable                                | -                                      |